# Тобіас Тиберг
Тобіас Тиберг (швед. Tobias Thyberg; 12 вересня 1975, Стокгольм, Королівство Швеція) — шведський дипломат. Надзвичайний і Повноважний Посол Королівства Швеція в Україні з 2019 по 2023 роки.

## Біографія
Закінчив Уппсальський університет та тримав диплом магістра в області політичних наук. Також має ступінь магістра міжнародної економіки, який отримав в Стокгольмській школі економіки. Володіє англійською, російською, французькою, німецькою та іспанською мовами.
Тобіас Тиберг був співробітником шведських дипломатичних представництв в Нью-Делі, Москві, Вашингтоні, Представництво Королівства Швеція при ЄС в Брюсселі. Був керівником відділу політики, преси та інформації в Представництві ЄС в Тбілісі.
З 2017 до 2019 рік обіймав посаду Надзвичайного і Повноважного Посла Королівства Швеція в Кабулі
З 3 вересня 2019 року — Надзвичайний та Повноважний Посол Королівства Швеція в Києві.
7 листопада 2019 року вручив вірчі грамоти Президенту України Володимиру Зеленському.